# Velika mađarska nizina
Velika mađarska nizina ili Alföld na mađarskom je jedan od izraza koji se rabi za ravnicu koja obuhvaća južni i središnji dio Mađarske kao i dijelove susjednih država. Smatra se dijelom Panonske nizine i sinonimom za Panonsku nizinu. Trandunavske planine je dijele od Male mađarske nizine na sjeverozapadu.

## Vanjske poveznice
- Körös Regional Archaeological Project  Arhivirana inačica izvorne stranice od 11. veljače 2007. (Wayback Machine): Neolithic and Copper Age archaeology in the Great Hungarian Plain